# Верхняя Лупья
Ве́рхняя Лу́пья (Лупья, Лунья) — река в России, протекает по Усть-Вымскому району Республики Коми и Ленском районе Архангельской области. Является левым притоком реки Вычегда (бассейн Северной Двины).

## География
Устье реки находится в 99 км от устья Вычегды по левому берегу. Река вытекает из болота Верхняя Лупья на востоке Ленского района Архангельской области, в 6 км к юго-западу от п. Железнодорожный. Первые 20 км течения течёт на северо-восток, входя в пределы Республики Коми. Следующие 25 км течения река течёт по Усть-Вымскому району Республики Коми. Там река описывает большую петлю, поменяв направление течения сначала на север, а затем резко на запад. Затем Верхняя Лупья течёт по территории Ленского района Архангельской области, вначале на северо-запад, но после посёлка Урдома́ меняет направление своего течения на юго-запад. Впадает в Вы́чегду напротив большого посёлка Литвино́, у деревни Запань Лупья. Длина реки составляет 175 км, площадь водосборного бассейна — 1520 км². У посёлка 1180-й км реку пересекает железная дорога «Котлас — Микунь». Течение реки спокойное, падение и уклон невелики. Река принимает в основном левые притоки, наиболее крупные из притоков: Ты́ва и Ня́нда (оба правые). В советское время река активно использовалась для лесосплава. В реке водятся такие виды рыб, как хариус, окунь, щука, плотва, язь и другие.

### Притоки
(указано расстояние от устья)
- 30 км: река Медвежка (левый)
- 31 км: река Быстрая (левый)
- 43 км: река Нижняя Ёль (левый)
- 44 км: река Средняя Ёль (левый)
- 54 км: река Тора (левый)
- 81 км: река Нянда (правый)
- 115 км: река Тыва (правый)
- 127 км: река Суропье (Сурова) (левый)
- 128 км: река без названия
- 145 км: река без названия
- 152 км: река без названия

### Населённые пункты
- Железнодорожный
- Урдома
- Вандыш
- Лупья
- 1180 км
- Запань Лупья

## Данные водного реестра
По данным государственного водного реестра России относится к Двинско-Печорскому бассейновому округу, водохозяйственный участок реки — Вычегда от города Сыктывкар и до устья, речной подбассейн реки — Вычегда. Речной бассейн реки — Северная Двина.
Код объекта в государственном водном реестре — 03020200212103000024013.